# 不征之國
不征之國是明朝開國皇帝明太祖朱元璋所提出的政策，宣称“海外蛮夷之国，有为患于中国者，不可不讨；不为中国患者，不可辄自兴兵”，宣佈不會征服十五個鄰近國家，以維繫與這些國家的和睦朝貢關係，同時促進各國間貿易發展。

## 背景
明軍將蒙元軍事勢力趕出中原後，仍需要駐守大量兵力以防蒙古反擊。另一方面，帖木兒帝國中斷了明朝與其他國家貿易的絲綢之路。因此，明太祖決定承諾不會對鄰近國家（如朝鮮國、安南國、日本國、大琉球國、小琉球國等）使用軍事力量，同時於明州、泉州、廣州設市舶司，以促進與這些國家的貿易發展。

## 不征之國列表

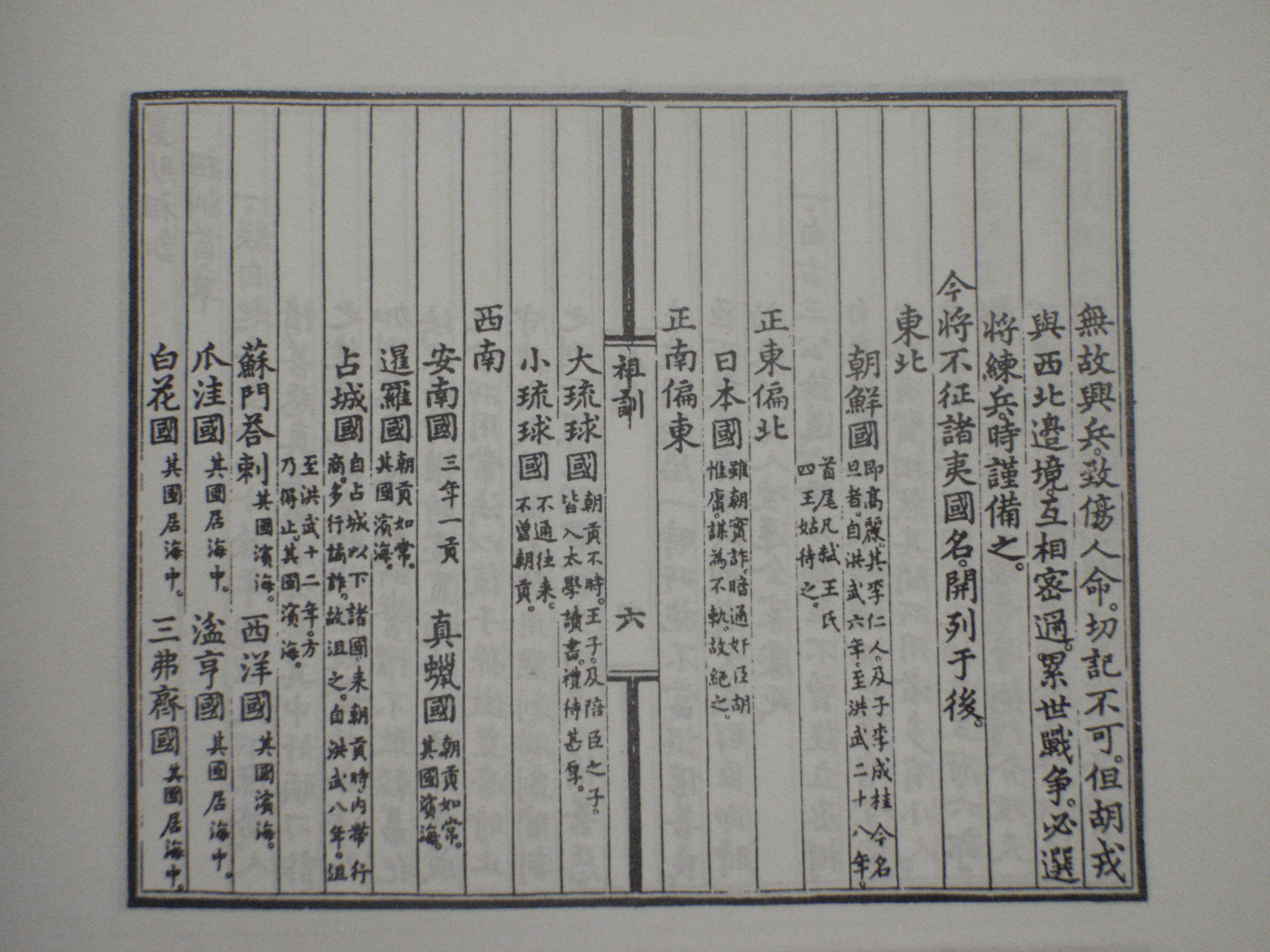
明太祖所編的《皇明祖訓》中的「不征之國」

需注意的是，明太祖時期國都設於南京，此時的方位相較於南京地位而言；
- 東北：朝鮮國
- 正東偏北：日本國
- 正東偏南：
  - 大琉球國
  - 小琉球國[2]
- 西南：
  - 安南國
  - 真臘國
  - 暹羅國
  - 占城國
  - 蘇門答剌
  - 西洋國（潘地亚）
  - 爪國
  - 彭亨國
  - 白花國（西爪哇巴查查兰）
  - 三弗齊國
  - 渤泥國

## 執行情況
明太祖執政期間並未有派軍征討任何一地。
明成祖執政時，安南陳朝權臣胡氏篡位並瞞請明廷冊封。陳朝遺臣面聖奏稱胡氏謀逆，胡朝前倨后恭藉口迎回前朝王孫伏擊明軍掠走陈添平並凌遲處死，成祖大怒，出兵征服並設交趾都布按三司納入管轄。
明宣宗執政時，永樂十六年時安南反明爆發的蓝山起义情勢逐漸不利於明軍。支棱昌江之戰，明軍大敗，主將柳升中伏身亡。明廷冊封陈暠為安南國王，明軍撤出安南。

## 外部連結
- 朱元璋《皇明祖訓》